# Société ivoirienne de coco râpé
La Société ivoirienne de coco râpé est une entreprise ivoirienne possédant un capital de 1 500 000 000 F CFA et engagée dans le secteur de fabrication de produits alimentaires. Elle propose des noix de coco et des produits dérivés, notamment le coco desséché, comme produits. La société ivoirienne de coco râpé est cotée à la Bourse d'Abidjan et a son siège à Jacqueville.